# Tricimba lactipennata
Tricimba lactipennata är en tvåvingeart som beskrevs av Ismay 1993. Tricimba lactipennata ingår i släktet Tricimba och familjen fritflugor. Inga underarter finns listade i Catalogue of Life.